# خورشیدگرفتگی ۶ ژانویه ۲۰۱۹
خورشیدگرفتگی ۶ ژانویه ۲۰۱۹ (به انگلیسی: Solar eclipse of January 6, 2019) یک خورشیدگرفتگی از نوع خورشیدگرفتگی جزئی است. این خورشیدگرفتگی در تاریخ ۶ ژانویه ۲۰۱۹ میلادی (‎۱۶ دی ۱۳۹۷ خورشیدی) روی خواهد داد که زمان اوج آن، ساعت ۱:۴۲:۳۸ به‌وقت ساعت هماهنگ جهانی است.